# Per fortuna che ci sei
Per fortuna che ci sei (Un bonheur n'arrive jamais seul) è un film del 2012 diretto da James Huth.

## Trama
Sasha trascorre le sue serate in un jazz club dove suona il pianoforte, andando alla ricerca di divertimento e donne. Libero e scapolo, non ha alcuna responsabilità sulle spalle: niente sveglia all'alba per andare al lavoro, nessuna moglie a cui dover dare conto e ragione e figli da accudire. Tutt'altra cosa per Charlotte che, invece, deve gestire la sua carriera lavorativa curando mostre di arte contemporanea e badare ai tre figli avuti dai due ex mariti, di cui uno è anche il suo datore di lavoro.
L'incontro casuale tra i due, avvenuto sotto una pioggia dirompente, fa scoccare il colpo di fulmine: seppur opposti e senza nulla in comune, Sasha e Charlotte scopriranno presto di essere fatti l'uno per l'altra; gli inconvenienti non mancano soprattutto per la gelosia del secondo ex marito di Charlotte che cercherà, con un artificio in ambito lavorativo, di allontanare Sasha dalla Francia.
Quando Sasha ha l'opportunità di presentare uno spettacolo a Broadway, per lui si tratta di decidere che fare perché sarà lontano sei mesi. Anche Charlotte viene a sapere della proposta e anche lei dovrà prendere decisioni importanti anche venendo a scoprire che dietro tutto non c'è una pura casualità come sembra.

## Colonna sonora
La colonna sonora è curata da Bruno Coulais. Durante i titoli di testa, le mani inquadrate sono quelle del pianista francese Pierre-Yves Plat.
A successi contemporanei come musiche di sottofondo, si alternano variazioni jazz e rock di capolavori di musica classica (Chopin, Mozart, Bach, Gounod) suonate da Pierre-Yves Plat.